# Zwergsalangane
Die Zwergsalangane (Collocalia troglodytes) ist eine Vogelart aus der Familie der Segler (Apodidae). Sie ist mit einer Körperlänge von 9 Zentimetern die kleinste Salanganenart. Die Art ist auf den Philippinen endemisch. Das Gefieder ist vorwiegend dunkel schwarzbraun, am Bürzel zeigt es einen schmalen, stark kontrastierenden weißen Streifen. Die Nistplätze der Zwergsalangane befinden sich innerhalb von Höhlen. Sie verfügt wie viele andere Salanganen über die Fähigkeit zur Echoortung, ist aber in der Gattung Collocalia die einzige dazu fähige Art.

## Merkmale

### Aussehen
Die Körperlänge wird mit 9 Zentimetern angegeben, die Flügellänge liegt zwischen 86 und 96 Millimetern. Zwergsalanganen wiegen zwischen 4,5 und 6,8 Gramm, im Mittel 5,4 Gramm. Als sehr kleine Salanganenart ist sie mit ihrer dunklen, schwarzbraunen Oberseite und dem schmalen, aber deutlich kontrastierenden weißen Band im Bereich des Bürzels leicht zu bestimmen. Sowohl an Flügeln als auch am Schwanz zeigt die Art den für die Gattung typischen Gefiederglanz. Die Unterseite der Flügel und des Schwanzes sind im Vergleich zur Oberseite etwas heller, die mittleren und kleinen Armdecken sind die deutlich erkennbar dunkelsten Gefiederteile der Unterseite. Die Unterseite des Körpers wirkt sehr fleckig, und besonders zwischen oberem Bauch und Steiß ist sie sehr hell. Kehle und der obere Brustbereich sind graubraun.
Am ehesten zu verwechseln ist die Zwergsalangane mit der fast genauso kleinen, sympatrisch vorkommenden Glanzkopfsalangane. Teilweise zeigen auf den Philippinen vorkommende Vertreter dieser nahe verwandten Art blassere Gefiederteile im Bereich des Bürzels, aber dies unterscheidet sich dennoch deutlich vom stark kontrastierenden weißen Band der Zwergsalangane.

### Lautäußerungen
Die Lautäußerungen der Zwergsalangane werden als sanftes Gezwitscher beschrieben.
Da die Nistplätze der Art 30 Meter weit im Inneren von Höhlen liegen können, wurde länger schon vermutet, die Art könne über die Fähigkeit der Echoortung verfügen. Dies wurde 2004 bestätigt. Damit ist die Zwergsalangane der einzige Vertreter der Gattung Collocalia mit dieser Eigenschaft. Die Zwergsalangane verwendet dabei zwei im hörbaren Frequenzbereich des Menschen liegende Klicklaute in kurzen Abständen, sogenannte „Doppelklicks“, wie die meisten anderen echoortenden Salanganenarten, die alle der Gattung Aerodramus zugeordnet werden. Auch der mittlere zeitliche Abstand zwischen diesen beiden Klicks liegt mit 16,9 Millisekunden im selben Bereich wie bei den Aerodramus-Arten.

## Verbreitung

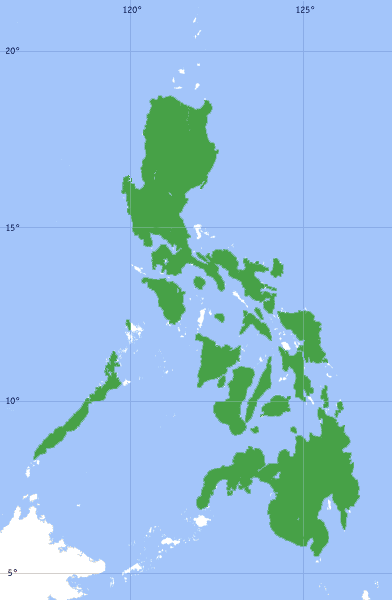
Verbreitungsgebiet der Zwergsalangane

Die Zwergsalangane kommt auf nahezu allen philippinischen Inseln vor, auch auf Palawan, allerdings nicht ganz im Südwesten auf den Inseln des Sulu-Archipels. Die Art kommt im Tiefland sehr regelmäßig vor, in den Gebirgsausläufern etwas seltener. Im gesamten Verbreitungsgebiet ist die Zwergsalangane Standvogel.

## Lebensraum
Die vorwiegend in tieferen Lagen vorkommende Art ist oft in der Nähe von Binnengewässern anzutreffen. Abseits der Gewässer findet sich die Zwergsalangane über oder in der Nähe von Wäldern.

## Verhalten und Nahrungserwerb
Zwergsalanganen sind gesellig und in der Regel in kleineren Gruppen zu beobachten.
Wie alle Segler ernähren sich Zwergsalanganen von in der Luft gefangenen Insekten und Spinnentieren. Dabei gehen sie in mittleren Höhen auf Nahrungssuche, in Waldgebieten jagen sie direkt über den Baumkronen. Im offeneren Gelände mit nur vereinzelten Bäumen fliegen sie etwas niedriger, jedoch niemals direkt über dem Boden. Syntop vorkommende Glanzkopfsalanganen fliegen deutlich niedriger bei der Nahrungssuche. Es hat den Anschein, dass diese durch die Konkurrenz der gleichzeitig anwesenden Zwergsalanganen in diese ökologische Nische gedrängt werden, denn in Gebieten ohne diesen Nahrungskonkurrenten besetzten sie offensichtlich auch den mittleren Höhenbereich.

## Fortpflanzung
Der Beginn der Brutzeit liegt auf Mindanao im Juli, auf Bohol und Negros schon im April. Nestlinge wurden teilweise noch im September beobachtet. Das Nest ist eine flache, sich selbst tragende Halbschale, die an einer Höhlenwand oder auch an Wänden von Bewässerungsstollen befestigt werden. Es besteht aus pflanzlichen Materialien, die mit einem beträchtlichen Anteil Speichel verfestigt werden. Es gab Diskussionen darüber, ob die Nester zu den „essbaren Schwalbennestern“ zählen, was nicht mit Sicherheit geklärt werden konnte.
Das Gelege besteht in der Regel aus zwei Eiern, die Größe beträgt 16 × 10 Millimeter.

## Systematik
Aktuelle molekulargenetische Untersuchungen zeigen, dass Glanzkopf- und Linchisalangane gemeinsam die Schwestergruppe der Zwergsalangane bilden. Damit sind alle Collocalia-Arten direkt verwandt und die Gattung wäre monophyletisch. Die seit 2004 nachgewiesene Fähigkeit der Zwergsalangane zur Echoortung scheint den molekulargenetischen Befunden zu widersprechen, denn diese wurde bisher nur bei den Aerodramus-Arten beobachtet, was auch ein wesentliches Kriterium zur Aufteilung der Salanganenarten auf diese Gattungen darstellte. Noch dazu ähnelt die von der Zwergsalangane zur Echoortung verwendeten Klicklaute denen einiger Aerodramus-Arten sehr stark. Demnach müsste die Echoortung bei den Salanganen entweder mehrfach unabhängig voneinander entwickelt worden sein oder bei einigen Arten, eben auch den beiden anderen Collocalia-Arten, wieder verloren gegangen sein. Beides scheint nicht sonderlich wahrscheinlich.
Unterarten werden bei der Zwergsalangane nicht unterschieden.